# Wierchowiński Park Narodowy

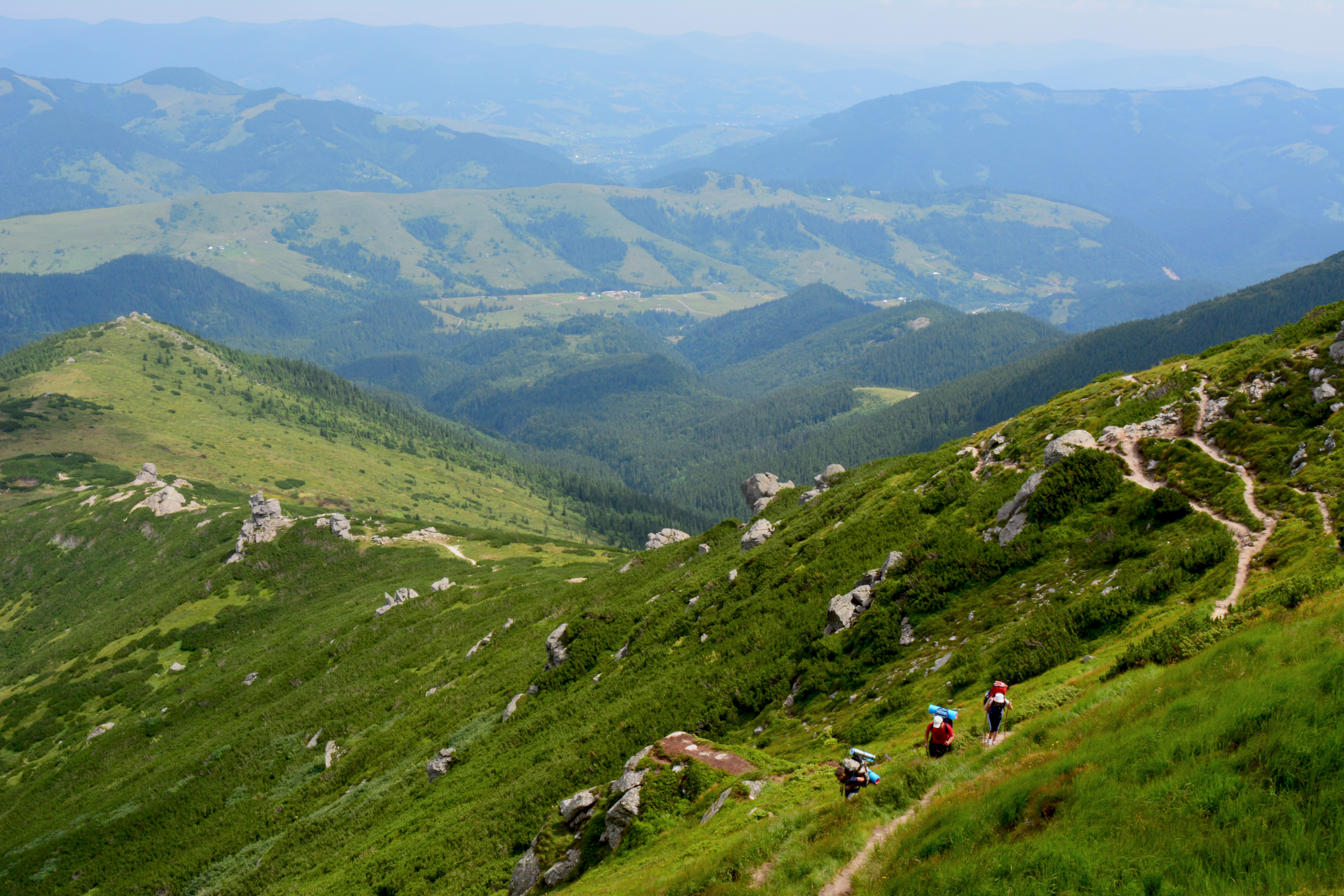

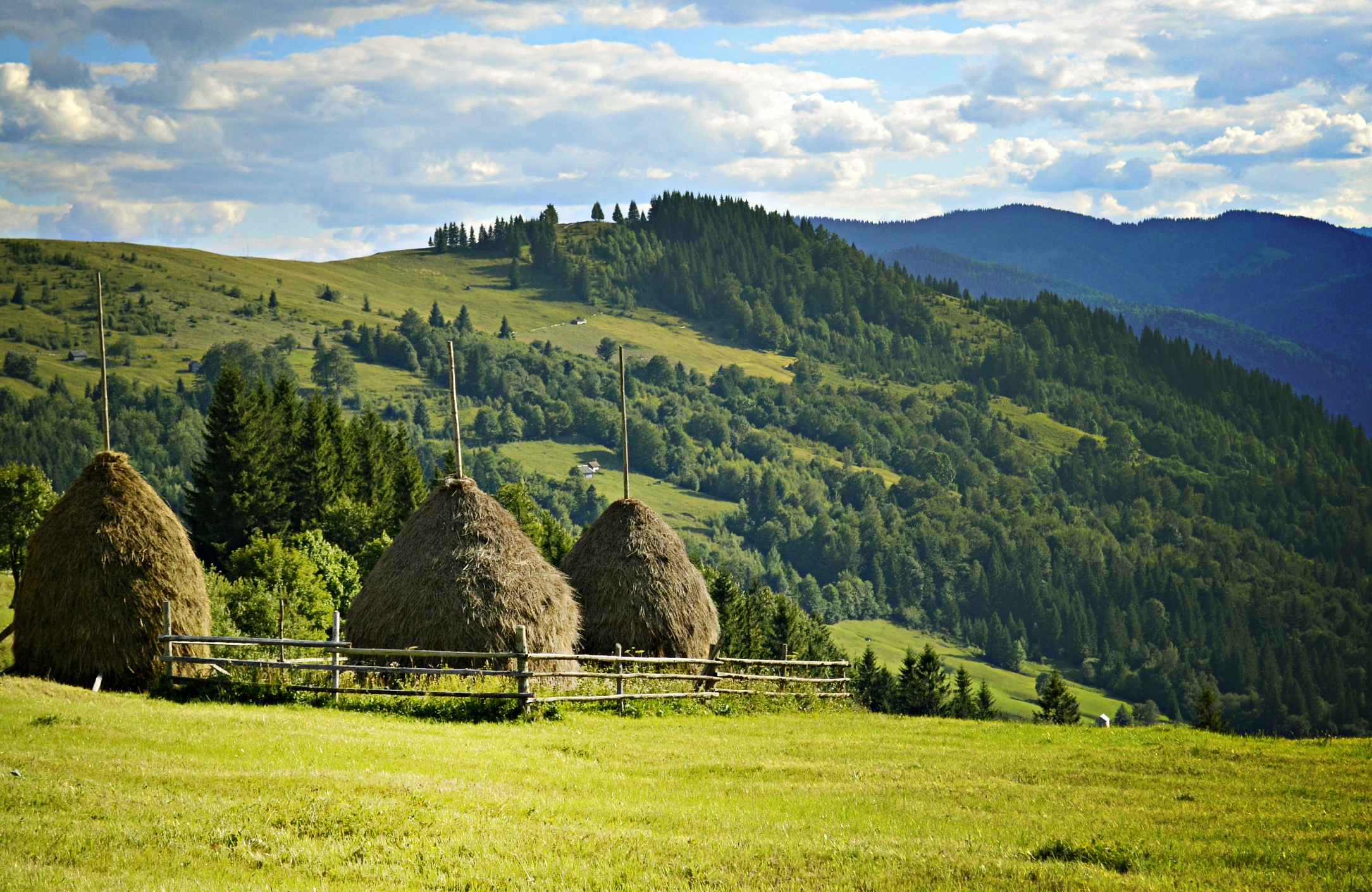

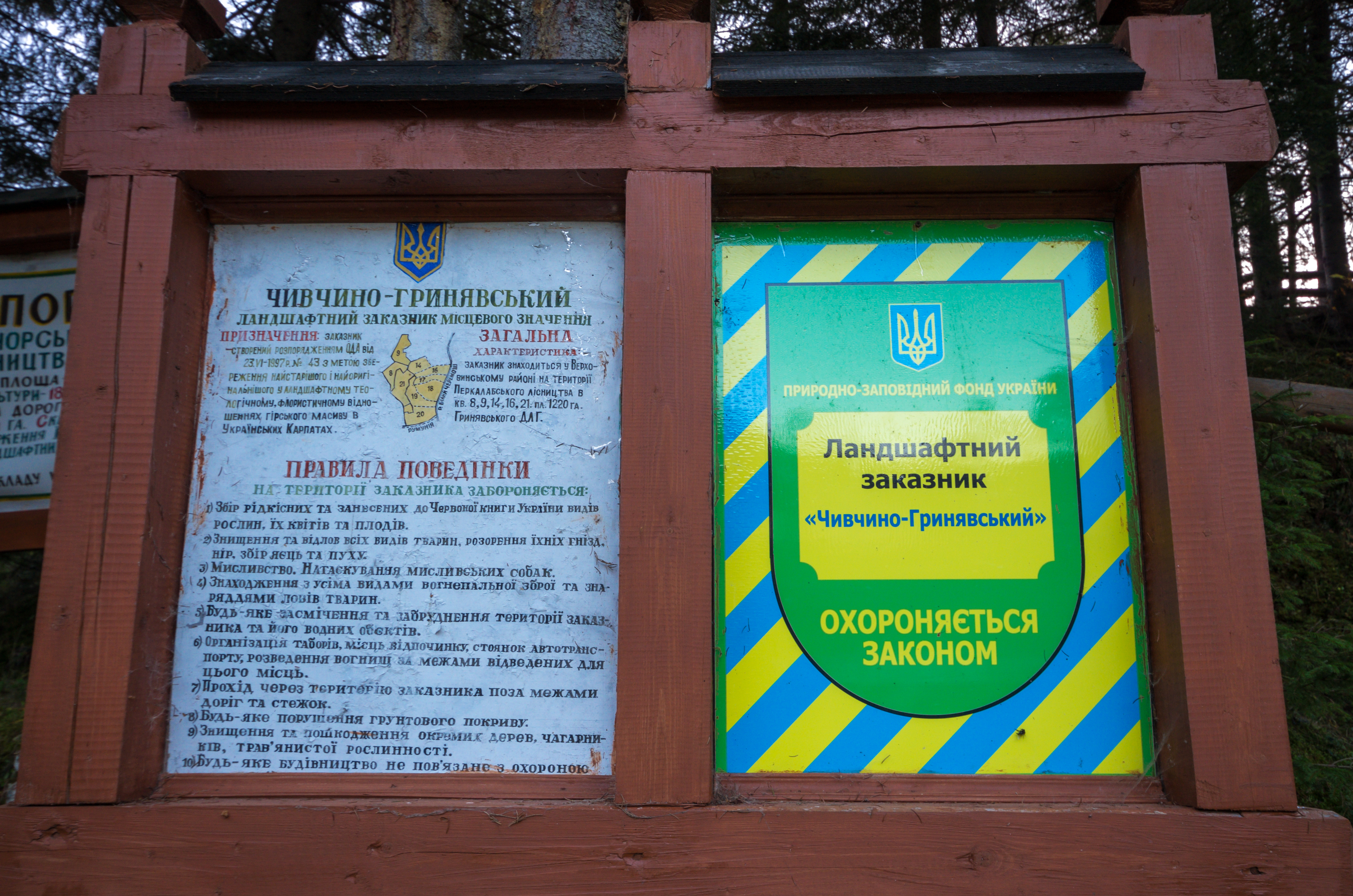
Tablica informacyjna rezerwatu czywczyńsko-hryniawskiego

Wierchowiński Park Narodowy (ukr. Національний природний парк «Верховинський», Nacionalnyj pryrodnyj park „Werchowynśkyj”) – ukraiński park narodowy zlokalizowany w pasmach Gór Czywczyńskich i Połonin Hryniawskich. Znajduje się na terytorium rejonu wierchowińskiego w obwodzie iwanofrankiwskim. Dyrekcja Parku ma swoją siedzibę w miejscowości Pecziszcze, przysiółku wsi Jasienów Górny.
W bezpośredniej bliskości znajdują się Czeremoski Park Narodowy, Karpacki Park Narodowy oraz, na terytorium Rumunii, Parcul Natural Munții Maramureșului.

## Historia
O utworzenie w Czywczynach i Hryniawach obszaru chronionego zaczęto zabiegać już w latach 30. XX wieku, jednak początkowo starania te nie przynosiły rezultatu. W 1930 miejscowy nadleśniczy Józef Türkott (późniejszy dyrektor Pienińskiego Parku Narodowego) w liście do regionalnej dyrekcji Lasów Państwowych we Lwowie proponował utworzenie rezerwatu faunistycznego w okolicach Hnatasi o powierzchni 933 ha. Pomysł ten rozwinął w 1937 Bogumił Pawłowski w pracy „Zagadnienie ochrony szaty roślinnej Gór Czywczyńskich”, gdzie postulował powołanie sześciu rezerwatów, w tym czterech „zupełnych” i dwóch „częściowych”. Wskazywał też 13 cennych obiektów godnych ochrony, w granicach których dopuszczalne miało być zachowanie ówczesnego użytkowania gospodarczego. Rok później Jerzy Smoleński, członek Państwowej Rady Ochrony Przyrody przedstawił projekt powołania parku narodowego na północno-wschodnich zboczach Gór Czywczyńskich. Plany te pokrzyżował wybuch II wojny światowej i utrata tych terenów na rzecz Związku Radzieckiego.
Niemniej na walory przyrodnicze opisywanego terenu wskazywali nie tylko autorzy w okresie polskim, ale też radzieckim (W. Horbyk, Tetiana Andrijenko, Jełyzaweta Bradis, Lidija Miłkina) a później ukraińskim (m.in. Mychajło Zahulski, Illa Czornej). Postulowano utworzenie wspólnego z nieodległą Rumunią obszaru ochrony przyrody. Pierwszymi rzeczywistymi krokami w kierunku stworzenia terenów chronionych było powołanie w 1997 roku dwóch rezerwatów: krajobrazowego (łandszaftnyj zakaznyk) pn. „Czywczyno-Hryniawśkyj” o powierzchni 7243 ha oraz wodnego (hidrołohicznyj) pn. „Rika Czornyj Czeremosz z prybereżnoju smuhoju” (Rzeka Czarny Czeremosz z pasem przybrzeżnym) o powierzchni 1740 ha.
Park w obecnym kształcie został utworzony w 13 lutego 2010 r. na mocy ukazu Prezydenta Ukrainy nr 58/2010. Jego pierwotne terytorium obejmowało 12 022,9 ha należących dotąd do państwowych przedsiębiorstw leśnych: Wierchowińskiego (9131,1 ha) i Hryniawskiego (2891,8 ha). W styczniu 2021 roku Parkowi przekazano w wieczyste użytkowanie kolejnych 1695,5 ha należących do Wierchowińskiego Przedsiębiorstwa Leśnego. Tym samym łączna powierzchnia Parku narodowego wzrosła do 13 718,4 ha (137,18 km²). Z uwagi na sposób powołania Park nie tworzy zwartego terytorium – został ustanowiony niemal wyłącznie na terenach zalesionych należących do państwowych przedsiębiorstw leśnych, pozostawiając poza swoimi granicami chociażby wysokogórskie obszary łąk i pastwisk.

## Przyroda nieożywiona
Według ukraińskiego podziału fizycznogograficznego terytorium Parku znajduje się w części w regionach połonińsko-czarnohorskim oraz rachowsko-czywczyńskim (przed powiększeniem terytorium z 2021 – w stosunku 3/4 do 1/4). Z punktu widzenia geobotaniki Wierchowiński Park Narodowy leży w Europejskim Obszarze Lasów Liściastych, Karpacko-Alpejskiej Prowincji Górskiej, Podprowincji Wschodniokarpackiej i wreszcie w Okręgu Marmarosko-Czarnohorsko-Świdowieckim: skalnym i lasów dębowych, bukowych, jodłowych i świerkowych oraz roślinności subalpejskiej i alpejskiej.
Góry Czywczyńskie to część krystalicznych Karpat Marmaroskich zbudowanych ze skał metamorficznych pokrytych skałami osadowymi z okresu paleozoiku i mezozoiku. Specyficzny sposób ukształtowania (jedyny taki w Karpatach), w tym charakterystyczne iglice i wychodnie wapieni w formie skałek oraz zwięzłe skały osadowe przyczyniły się do wykształcenia charakterystycznej zróżnicowanej flory bogatej w dużą liczbę gatunków rzadkich. W przeciwieństwie do nich Połoniny Hryniawskie to góry pochodzenia fliszowego zbudowane z piaskowców, kwarcytów, zlepieńców i łupków okresu kredy i paleogenu. Podłoże to co do zasady prowadzi do stosunkowej jednorodności biologicznej. Różnice pomiędzy oboma pasmami, które rozdziela dolina Czarnego Czeremoszu, powodują, że na terenie Parku występuje znaczna liczba nisz ekologicznych i mikroklimatycznych.
Stosunki wodne na terenie Parku regulują dwa główne cieki, Biały i Czarny Czeremosz oraz ich dopływy, spośród których najważniejsze to Perkałab i Sarata. Na Białym i Czarnym Czeremoszu częściowo zachowały się klauzy – jazy pozwalające na spław drewna – w tym największa zachowana klauza Łostun
Na terenach górskich (pod lasami i halami) przeważają szare gleby leśne, miejscami z domieszką gleb torfowych i czarnoziemów na terenach krzewiastych i pod łąkami.

## Flora
Według stanu na 2010 rok 94% gruntów wchodzących w skład Parku pokrytych było lasami, łąki i pastwiska stanowiły 2,6%, grunty pod wodami – 0,3%, pozostałe 3,1%. Lasy to w większości bór oraz zarośla iglaste klasy Vaccinio-Piceetea. Dominuje świerk pospolity, niekiedy tworzący obszary monokulturowe. Powyżej górnej granicy lasu (w Górach Czywczyńskich przeciętnie 1590 m n.p.m.) występują zwarte zarośla kosodrzewiny uzupełniane w górnej części przez nieliczne olsze zielone i wierzby śląskie, w dolnej zaś przez pojedyncze świerki i jarzęby. Pospolicie występuje m.in. borówka czarna czy borówka brusznica, ale też podbiałek alpejski, trzcinnik owłosiony i wietlica alpejska. Z uwagi na wyłączenie rzeki Czarny Czeremosz z granic Parku, na jego terenie znajdują się jedynie niewielkie obszary w pobliżu pozostałych potoków pokryte lasem liściastym (poniżej 1%), w którym przeważają skupiska olszy szarej z domieszką świerka, jarzębu, wierzby iwy, wierzby śląskiej czy bzu koralowego.
Rozproszone obszary o glebach kwaśnych są porastane przez jałowce syberyjskie, borówki czarne i bagienne. Z kolei na terenach podmokłych dominuje turzyca orzęsiona przy udziale kostrzewy Festuca brachyphylla, kostrzewy karpackiej, pszoniaka jastrzębolstnego czy skalnicy gwiazdkowatej (torfowiska wiszące w Górach Czywczyńskich) oraz bliźniczka psia trawka czy śmiałek darniowy (traworośla Calamagrostion villosae).
Warto odnotować występowanie gatunków arktyczno-alpejskich (fiołek dwukwiatowy, gęsiówka alpejska, gnidosz okółkowy, niezapominajka alpejska, rdest żyworodny, skalnica gronkowa, skalnica gwiazdkowata, turzyca czerniawa) i reliktowych (bagno, czosnek syberyjski, głodek karyntyjski, modrzewnica, rosiczka okrągłolistna, zarzyczka górska, żurawina błotna). Do zespołów o największym bogactwie botanicznym zaliczyć należy wysokogórskie murawy nawapiene porośnięte w zasadniczej części kostrzewą bruzdkowaną a ponadto pstrożeniem lepkim, zerwą kulistą, jaskrem skalnym, skalnicą gronkową, konietlicą alpejską czy czyścicą alpejską.
Na terenie Parku odnotowano występowanie ponad 700 gatunków roślin naczyniowych, około trzeciej części wszystkich występujących w Ukraińskich Karpatach. Spośród nich wiele ma charakter rzadkich lub zagrożonych. Ponad 30 gatunków (podgatunków) ma status endemitów. Są to: chaber marmaroski, krwawnik Achillea carpatica, mokrzyca Minuartia oxypetala, miodunka węgierska, ostróżka wyniosła wschodniokarpacka, pełnik alpejski (subsp. Deylii), przytulia biała (subsp. suberectucm), pszeniec biały, rzeżucha Cardamine marholdii, Saussurea porcii, tojad wschodniokarpacki, wilczomlecz karpacki (gatunki Karpat Wschodnich); barszcz karpacki, barszcz palmowy, brodawnik Leontodon kulczynskii, driakiew lśniąca (subsp. barbata), fiołek Viola declinata, jaskier górski, lepnica karpacka, kostrzewa Festuca inarmata, krwawnik Achillea oxyloba subsp. schurii, lepnica rozdęta, oset Carduus kerneri subsp. kerneri, pierwiosnek wyniosły, przywrotnik Alchemilla bucovinensis, śledziennica Chrysosplenium alpinum, tojad niski, tojad wiechowaty, wyczyniec łąkowy, zerwy Phyteuma tetramerum oraz P. vagneri (gatunki Karpat Południowych i Wschodnich); rojownik włochaty, wiechlina gajowa karpacka (gatunki Karpat Wschodnich i Zachodnich) oraz jastrun właściwy, kostrzewa karpacka i macierzanka nadobna (gatunki ogólnokarpackie).
Do Czerwonej Księgi Ukrainy wpisano kilkadziesiąt gatunków występujących na terenie Parku. Wśród nich znalazły się: aster alpejski (najniższe znane stanowisko w Ukraińskich Karpatach), goździk okazały (jedyne stanowiska na Ukrainie), ostrożeń dwubarwny (jedyne stanowisko w Ukraińskich Karpatach), podejźrzon rutolistny, tojad południowy, wroniec widlasty, zawilec narcyzowy, liczne gatunki storczykowatych (m.in. gnieźnik sercowaty, tajęża jednostronna, wyblin jednolistny). Trzy gatunki zostały także wpisane do czerwonej księgi publikowanej przez Międzynarodową Unię Ochrony Przyrody (IUCN). Są to wspomniane wcześniej Achillea oxyloba subsp. schurii, barszcz karpacki i lepnica rozdęta. Ostatnie dwa gatunki obok jaskra Ranunculus malinovskii, lepnicy karpackiej, miodunki węgierskiej, pierwiosnka wyniosłego oraz Saussurea porcii znalazły się także na europejskiej czerwonej liście gatunków zagrożonych. Dodatkowo na terenie Parku można znaleźć wymienione w załącznikach do dyrektywy siedliskowej Rady Unii Europejskiej dzwonek piłkowany oraz tocję karpacką.
Z kolei w Zielonej Księdze Ukrainy, dokumencie opisującym cenne zespoły roślinności podlegające ochronie zamieszczono występujące na terenie Wierchowińskiego Parku Narodowego formacje świerkowo-kosówkowe (Piсеetа (abietis) pinetosa (mugi)), świerkowo-jałowcowe (Piceetа (abietis) juniperosа (sibiricae)), zarośla kosodrzewiny (Pinetum mugo (carpaticum)) oraz zespoły kostrzewy karpackiej (Festucetum carpaticae).

## Fauna
W granicach Parku zaobserwowano blisko 3000 gatunków zwierząt, w tym ponad 200 gatunków kręgowców. Są to 23 gatunki ryb promieniopłetwych, 11 – płazów, 6 – gadów, 123 – ptaków i 56 – ssaków. Liczby te składają się na 35,7% ogólnej liczby gatunków występujących w Ukraińskich Karpatach. Jednocześnie szereg gatunków zostało wpisanych bądź to do czerwonej księgi IUCN, bądź też na europejską czerwoną listę czy do Czerwonej Księgi Ukrainy (w tym ostatnim przypadku jest to ponad 85% ogółu uwzględnionych w dokumencie karpackich gatunków). Spośród bezkręgowców są to: pijawka lekarska, motyle paź królowej, paź żeglarz, mieniak tęczowiec, górówka manto a także mrówka rudnica oraz ślimaki Prostenomphalia carpathica i winniczek. Wśród ryb wyróżnić należy głowacicę, płazów – traszkę karpacką, traszkę górską i salamandrę plamistą, zaś wśród gadów – gniewosza plamistego. Liczną grupę stanowią ptaki: cietrzew, głuszec, orlik krzykliwy, orzeł przedni, płochacz halny, puchacz, puszczyk uralski, sokół wędrowny, sóweczka, włochatka i zniczek. Spośród ssaków na „czerwonych listach” znalazły się: borsuk, gacek brunatny, gronostaj, karczownik ziemnowodny, niedźwiedź brunatny, ryjówka górska, ryś, rzęsorek mniejszy, śnieżnik europejski, wilk, wydra i żbik.
W faunie Parku liczną grupę stanowią endemity. Zalicza się do nich 130 gatunków kręgowców (45,6% endemicznych gatunków Ukraińskich Karpat) oraz liczne bezkręgowce należące do 13 typów i blisko 20 gromad. 

## Cele i zadania Parku
Wśród głównych celów powołania Parku jego statut wymienia zachowanie i odtworzenie cennych kompleksów przyrodniczych oraz historyczno-kulturowych, w szczególności gatunków fauny i flory oraz siedlisk wpisanych do Czerwonej Księgi Ukrainy lub jej międzynarodowych odpowiedników. Jednocześnie wskazuje się na chęć stworzenia warunków do uprawiania turystyki i rekreacji z zachowaniem reżimu ochrony przyrody, organizacji badań naukowych, prowadzenia edukacji ekologicznej i ożywienia ośrodków tradycyjnego rzemiosła artystycznego.
Ze względu na stopień ochrony w Parku wyznaczono cztery strefy: ochrony ścisłej, rekreacji regulowanej, rekreacji stacjonarnej i gospodarczą. Każda ze stref cechuje się odmiennymi uregulowaniami odnośnie do dopuszczonych i zabronionych aktywności. W strefie ochronnej „zabronione są wszelkie działania gospodarcze i takie, które są sprzeczne z przeznaczeniem strefy, bądź zakłócają naturalny rozwój procesów i zjawisk lub stwarzają zagrożenie szkodliwego wpływu na jej naturalne kompleksy i obiekty”. W strefie rekreacji regulowanej dozwolony jest krótkotrwały pobyt, w szczególności w miejscach o szczególnych walorach widokowych (turystyka). Strefa rekreacji stacjonarnej przeznaczona jest na obiekty noclegowe (hotele, pensjonaty, pola namiotowe) i obsługujące turystów punkty gastronomiczne. W strefie gospodarczej dozwolone jest prowadzenie działalności gospodarczej zbieżnej z polityką Parku, jednak wprost zakazany jest wyrąb lasu. Na terenie Parku zabroniona jest jakakolwiek działalność mogąca pogorszyć stan środowiska naturalnego, w tym łowiectwo. W okresach lęgowych i rozrodczych zwierząt zabronione są także aktywności będące źródłem intensywnego dźwięku (wystrzały, fajerwerki, roboty z użyciem materiałów wybuchowych, rajdy motorowe, sanitarna wycinka drzew).
Nad przestrzeganiem statutu czuwa Służba Ochrony Parku
Terytorium Parku podzielone jest na cztery obszary badań środowiskowych: Burkutśke, Czywczynśke, Prykordonne, Perkałabśke.